# لوخوف گورنه
لوخوف گورنه (به لاتین: Luchów Górny) یک روستا در لهستان است که در گمینا تارنوگرود واقع شده‌است. لوخوف گورنه ۵۹۸ نفر جمعیت دارد.